# Andreu Guerao

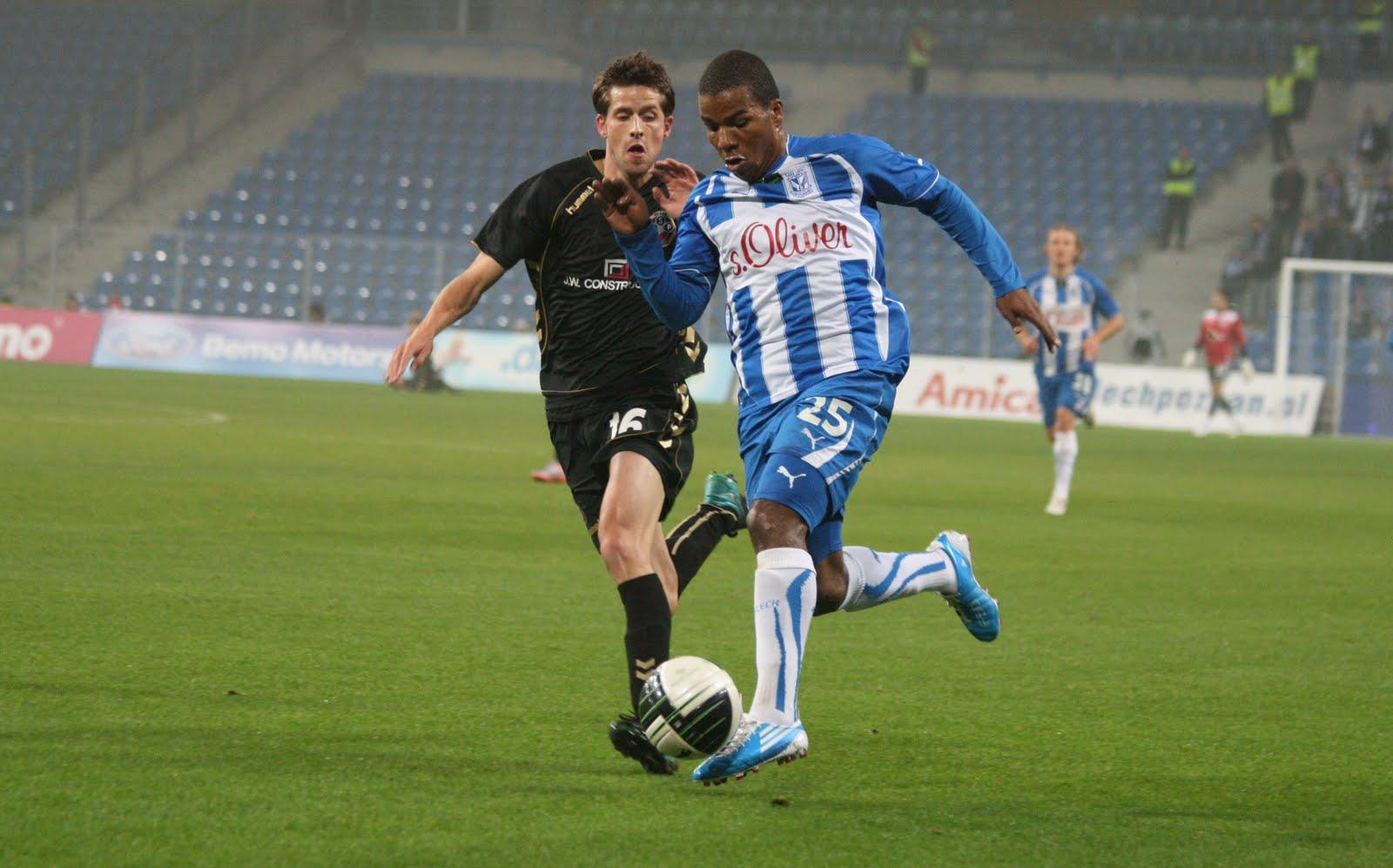
Andreu (links) spelend voor Polonia Warsaw

Andreu Guerao Mayoral (Barcelona, 17 juni 1983) is een Spaans profvoetballer. Hij speelt als middenvelder bij Auckland City FC.
Guerao kwam in 1993 bij de jeugdopleiding van FC Barcelona. In 2002 won hij met de Juvenil A de Copa del Rey Juvenil ten koste van RCD Mallorca. De middenvelder speelde van 2003 tot 2005 voor het tweede elftal. In oktober 2004 speelde Guerao in een oefenwedstrijd tegen Olympique Marseille zijn eerste wedstrijd voor het eerste elftal. Na een seizoen bij het tweede team van Málaga CF, speelde Guerao vanaf 2006 bij Sporting Gijón, waarmee hij in 2008 promoveerde naar de Primera División. In januari 2010 vertrok hij naar Polonia Warschau, dat destijds werd getraind door José Mari Bakero. In september 2011 werd Guerao gecontracteerd door Auckland City FC.